# Madduwatta
Madduwatta (thỉnh thoảng gọi là Madduwattas) là một vị vua của Arzawa ở Anatolia vào thế kỷ thứ 14 hay 13 trước công nguyên.

## Cuộc đời
Có lẽ ban đầu Madduwatta (hay Madyattes theo Hy Lạp cổ) là một vị vua của một thành bang ở Lukka trên bờ biển tây nam tiểu Á. Ông ta đối mặt với một cuộc chiến tại vùng đất Lukka (hậu Caria và Doris) với "một người từ Ahhiya" (vùng đất của Achaeans?, ở Peloponnesos) tên là Attarisiya (hay Atreus theo Hy Lạp cổ) và mất quyền trị vì. Tudhaliya II, vị vua vĩ đại của đế chế Hittite, đã giúp Madduwatta có chỗ ẩn náu, và thậm chí còn trao (lại) cho ông vương quốc trên núi Zippasla (tức là Sippylos, phần có nhiều núi của Lydia?) với vùng đất bên sông Siyanti (sông Maeandrus?); nhưng với điều kiện là Madduwatta dùng nó làm căn cứ để tiến công Arzawa (kẻ thù truyền kiếp của đế chế Hittite).
Khi Madduwatta thực hiện điều này, Kupanta-Kurunta, vua của Arzawa lại một lần nữa đánh bại đội quân của ông và chiếm cứ Zippasla. Một lần nữa Tudhaliya II lại đánh bại đối thủ của Madduwatta và khôi phục ngôi vị cho ông ta. Tiếp đó, kẻ thù trước đây của Madduwatta là Attarisiya lại tấn công Zippasla với 100 xe ngựa (đáng kể). Lần này Madduwatta thậm chí không thèm phòng thủ mà lần thứ ba chạy trốn tới Hittite. Tudhaliya II gởi đạo quân thứ ba dưới sự chỉ đạo của Kisnapali (hay Cythnobales theo Hy Lạp cổ, một vị tướng của Hittite) tới vùng đất này để đánh đuổi đội quân của Attarissiya. Lần này, quân đội của Hittite được lệnh ở lại.
Madduwatta rõ ràng quyết định lần này sẽ không chịu đựng thêm một sự sỉ nhục như vậy nữa. Khi Dalawa (Tlos, Tlawa trong Lycian) và Hinduwa (lưu ý tới con sông Hindus cổ ở phía tây nam tiểu Á) nổi dậy, Madduwatta đề xuất Kisnapali đánh Hinduwa còn Madduwatta đánh Dalawa. Nhưng trong khi Kisnapili đang trên đường tới Hinduwa, Madduwatta lại liên minh với Dalawa, và với sự giúp đỡ của họ đã mai phục và giết chết Kisnapali. Madduwatta thậm chí còn cưới con gái của vua Arzawa và nhanh chóng đoạt luôn vương quốc này.
Khi Tudhaliya II lệnh cho Madduwatta dập tắt một cuộc nổi loạn ở Hapalla (hay Caballa, một vương quốc tại trung tâm của tiểu Á), ông ta đã làm đúng như vậy, nhưng sau đó lại buộc Hapalla thần phục mình. Ông ta sau đó còn ép Pitassa (hậu Pisidia) vào vương quốc của mình, tiến sát hơn tới trung tâm của Hittite. Dưới sự cai trị của người kế vị của Tudhaliya là Arnuwanda I, Madduwatta thậm chí còn liên minh với kẻ thù cũ là Attarisiya để xâm chiếm Alasiya (Salamis, đảo Síp).
Như vậy, Madduwatta đã chinh phục toàn bộ phía tây của Anatolia. 